# Тэнглвудский музыкальный центр
Тэнглвудский музыкальный центр (англ. Tanglewood Music Center, первоначально Беркширский музыкальный центр, англ. Berkshire Music Center) — ежегодная летняя музыкальная школа, работающая с 1940 года в усадьбе Тэнглвуд (Танглвуд) близ городка Ленокс, штат Массачусетс, расположенного в районе Беркширских холмов.
Усадьба Тэнглвуд, получившая своё название благодаря тому, что именно здесь Натаниел Готорн в 1853 году написал свои «Тэнглвудские сказки» (сборник пересказов греческих мифов для детей), с 1936 года стала местом проведения летнего фестиваля Бостонского симфонического оркестра. В 1938 году для фестивальных концертов специально был сооружён зал под открытым небом на 5100 мест, а в 1940 году руководивший тогда оркестром Сергей Кусевицкий открыл здесь летний курс для почти трёхсот молодых музыкантов. Как отмечает музыковед Джозеф Хоровиц,

После Второй мировой войны журнал «Тайм» опубликовал статью о Тэнглвуде, в которой репортёр беседовал с Кусевицким и сравнил Тэнглвуд с Зальцбургом, и Кусевицкий был рассержен этим сравнением. Конечно, фестиваль в Зальцбурге был самым престижным в те годы в мире. Но Кусевицкий ответил, что Тэнглвуд намного важнее Зальцбурга. Он считал, что сравнение абсолютно неправильное. Оно — пример американской наивности: чтобы продемонстрировать важность Тэнглвуда, им необходимо было сравнить его с чем-то европейским. Кусевицкий заявил, что Зальцбург — это для снобов, а вот Тэнглвуд — это определённо не для снобов, это чисто американский феномен, отражающий стремление демократизировать высокую культуру и создать настоящую американскую классическую музыку.

В дальнейшем общее руководство центром осуществляли в основном художественные руководители Бостонского симфонического, в том числе Шарль Мюнш, Эрих Лайнсдорф, Сэйдзи Одзава. В то же время большую роль в формировании программы и образовательном процессе играли работавшие здесь из года в год Леонард Бернстайн, Франко Феррара, Гюнтер Шуллер, Леон Флейшер. В дополнение к открытой концертной площадке, обновлённой в 1959 году и получившей в 1988 году имя Сергея Кусевицкого, в 1994 году был построен закрытый концертный зал, которому было присвоено имя Одзавы.
Среди музыкантов, в разное время проходивших мастер-классы в Тэнглвудском музыкальном центре, — такие выдающиеся фигуры, как Клаудио Аббадо, Дон Апшоу, Лучано Берио, Майкл Гандольфи, Элеазар де Карвалью, Лорин Маазель, Зубин Мета, Нед Рорем, Майкл Тилсон Томас, Алан Хованесс и др.